# Amabi

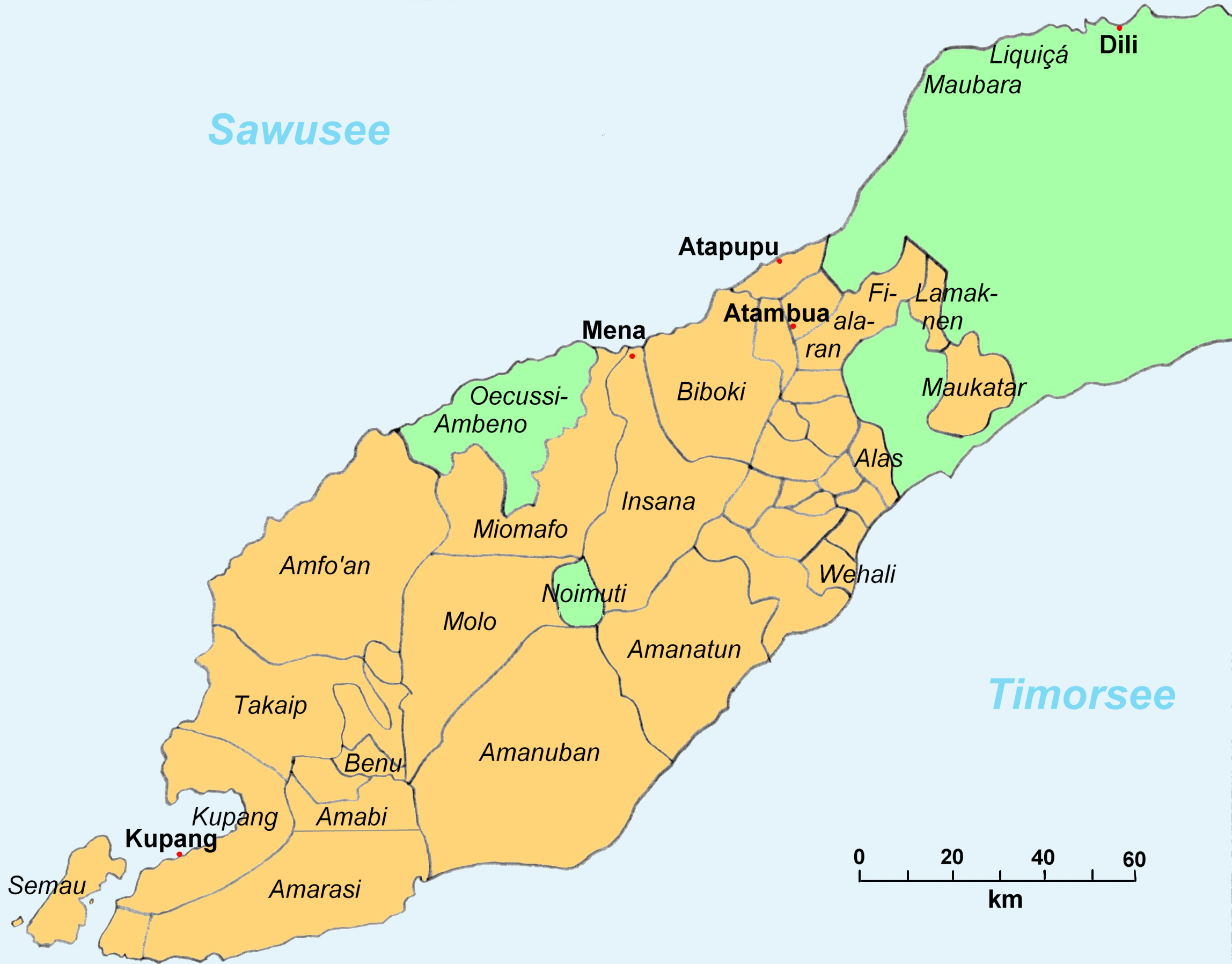
Amabi auf einer Karte Timors um 1911

Amabi war ein Reich im Westen der Insel Timor, der heute zu Indonesien gehört.

## Geschichte
Die Einwohner des Reiches von Amabi und ihre Herrscherfamilie sollen ursprünglich aus der Gemeinde Ermera im heutigen Nachbarland Osttimor stammen. Der Stamm wurde von zwei Brüdern geführt. Nachdem einige der Reiche im Osten von den Portugiesen unterworfen wurden, flohen die Amabi nach Westen. Andere Überlieferungen geben als Ursprung Molo in Westtimor und als Feinde, die Amanuban und Oematan. Ein Bruder, Loe Mananu, ließ sich in Amabi Oefeto nieder, was zum Grenzposten gegen feindlichen Reiche wurde. Der andere Bruder ging nach Kupang, den damals einzigen Stützpunkt der Niederländischen Ostindien-Kompanie (VOC) auf der Insel. Dort wurden die Amabi 1665 zu einem der „fünf loyalen Alliierten“ der Niederländer. Amabi Oefeto war zwar flächenmäßig größer, dafür aber weniger stark besiedelt wie das eigentliche Amabi.
Zwischen 1736 und 1738 unterwarf Amabi zeitweise das mit den Portugiesen verbündete Amanuban.

## Amabi heute
Die Bevölkerung von Amabi gehört heute zu den Atoin Meto, der dominierenden Ethnie Westtimors. Amabi ist heute Teil des Regierungsbezirks Kupang. Die Herrscherlinie von Amabi Oefeto starb aus, der aktuelle Erbe der Herrscher von Amabi hat seine Residenz heute in Amabi Oefeto. Fettor Gideon Amabi („Fettor“ ist ein Titel) hat noch heute großen Einfluss auf die Bevölkerung. Er wurde 2004 bei den ersten direkten Wahlen in das Distriktparlament gewählt. Fettor Gideon Amabi und seine javanische Frau sind evangelische Christen. Kronprinz der Dynastie ist ihr Sohn Muda Israel Amabi.